# Чемпионат Европы по международным шашкам среди мужчин 1969
4-й чемпионат Европы по международным шашкам среди мужчин проходил в декабре 1969 года в Риме (Италия). Чемпионат проходил в форме турнира по швейцарской системе в восемь туров при участии 16 представителей восьми стран. Чемпионом Европы в третий раз подряд стал представитель Нидерландов Тон Сейбрандс, призёры — Андрис Андрейко (СССР) и Андреас Кьюкен (Швейцария).

## Общая информация
Чемпионат Европы проходил, как и за год до этого, в Италии (предыдущий турнир этого ранга состоялся в Ливорно) благодаря усилиям представляющего эту страну президента ФМЖД Беппино Рицци. Это обстоятельство позволило хозяевам площадки получить три места в составе участников чемпионата — столько же, сколько было у команды Нидерландов. СССР, Бельгия, Франция и Швейцария были представлены двумя игроками каждая, Чехословакию и Австрию представляли по одному человеку. Турнир впервые проводился по швейцарской системе, что поначалу вызвало нарекания участников, и лишь твёрдая позиция международного арбитра Луи Далмана привела к тому, что конфликты были разрешены, по выражению участника турнира Мишеля Изара, «к почти всеобщему удовлетворению».
В целом чемпионат прошёл под знаком превосходства прошлогоднего чемпиона Тона Сейбрандса. Если в прошлом году успех Сейбрандса мог быть поставлен под сомнение ввиду отсутствия на чемпионате советских шашистов, то в этот раз СССР представляли бывший и действующий чемпионы мира — Исер Куперман и Андрис Андрейко. Однако 20-летний нидерландский гроссмейстер, показав глубокую и наступательную игру и одержав четыре победы в первых четырёх партиях, уже к середине дистанции создал себе запас прочности и с более «миролюбивыми» советскими представителями играл с позиции силы. Куперман предложил в партии с ним ничью на 24-м ходу, а Андрейко на 15-м (впрочем, Андрейко к партии с Сейбрандсом отставал уже на два очка и даже в случае выигрыша уступал бы ему первое место по коэффициенту). Чемпион мира закончил дистанцию вторым, а бронзовая медаль досталась выступающему за Швейцарию Андреасу Кьюкену.
Несмотря на третий подряд чемпионский титул, Сейбрандс остался недоволен организацией турнира. Позже в интервью нидерландской газете Trouw он отрицательно высказывался и о месте проведения турнира (выделенный для него большой зал находился за городской чертой, и зрителей было мало), и о его скоротечной схеме, благодаря которой, в частности, итальянец Молезини занял не по игре высокое место, и о приглашении на чемпионат представителей стран, где даже не было своей шашечной федерации (в том числе не набравшего в итоге ни одного очка австрийца Фельдля). К критике Сейбрандса присоединились Федерация шашек Нидерландов и бронзовый призёр чемпионата Кьюкен.

## Итоговая таблица
| Место | Игрок             | Страна       | Победы | Ничьи | Поражения | Очки | Коэффициент Бергера |
| ----- | ----------------- | ------------ | ------ | ----- | --------- | ---- | ------------------- |
| 1     | Тон Сейбрандс     | Нидерланды   | 6      | 2     | 0         | 14   | 76                  |
| 2     | Андрис Андрейко   | СССР         | 3      | 5     | 0         | 11   | 74                  |
| 3     | Андреас Кьюкен    | Швейцария    | 4      | 3     | 1         | 11   | 72                  |
| 4     | Исер Куперман     | СССР         | 2      | 6     | 0         | 10   | 81                  |
| 5     | Кес Варкевиссер   | Нидерланды   | 3      | 4     | 1         | 10   | 71                  |
| 6     | Энрико Молезини   | Италия       | 4      | 2     | 2         | 10   | 48                  |
| 7     | Дауве де Йонг     | Нидерланды   | 2      | 5     | 1         | 9    | 73                  |
| 8     | Марино Салетник   | Италия       | 3      | 3     | 2         | 9    | 69                  |
| 9     | Абель Верс        | Франция      | 4      | 1     | 3         | 9    | 59                  |
| 10    | Мишель Изар       | Франция      | 2      | 4     | 2         | 8    | 65                  |
| 11    | Франческо Лапорта | Италия       | 4      | 0     | 4         | 8    | 60                  |
| 12    | Андре Геданс      | Швейцария    | 3      | 1     | 4         | 7    | 56                  |
| 13    | Леон Вессен       | Бельгия      | 2      | 1     | 5         | 5    | 58                  |
| 14    | Франс Классенс    | Бельгия      | 2      | 1     | 5         | 5    | 53                  |
| 15    | Людвиг Рейман     | Чехословакия | 1      | 0     | 7         | 2    | 55                  |
| 16    | Герхард Фельдль   | Австрия      | 0      | 0     | 8         | 0    | 54                  |